# Список президентів Екваторіальної Гвінеї
Президент Екваторіальної Гвінеї — глава держави Екваторіальна Гвінея. Обирається раз на 7 років.

## Список президентів
- Франсиско Масіас Нгема (12 жовтня 1968 — 3 серпня 1979)
- Теодоро Обіанг Нгема Мбасого (3 серпня 1979 — дотепер) (з 3 до 25 серпня 1979 — голова Революційної військової ради, потім, до 12 жовтня 1982, — голова Вищої військової ради)